# Beefalo
En beefalo er en blandingsrace mellem en ko og en bison.  De er meget hårdføre, og går ofte i flok.

## Historie

### Forsøgt siden 1870'erne
Der har været mange forsøg på at lave en krydsning (hybrid) mellem en ko og en bison, men det var først i 1960'erne, at der blev fundet en krydsning, der virkede. Dyret der kom ud af det, kaldte man en Beefalo. 

### Første Beefalo
Beefaloen blev opdaget, da en landmand i Amerika havde fået en sending køer fra Europa. En af køerne stak af, og landmandens bison, som han havde gående i en indhegning om sommeren og efteråret, kunne lugte, at koen var i brunst, og sprang over hegnet og fandt koen. Landmanden fik indfanget koen og blev meget overrasket, da han opdagede, at koen var drægtig.[kilde mangler]
| Biologi | Spire Denne artikel om biologi er en spire som bør udbygges. Du er velkommen til at hjælpe Wikipedia ved at udvide den. |